# انفجار مصفاة بالونغان
انفجار مصفاة بالونغان في 29 مارس 2021م تعرضت مصفاة النفط بالونغان المملوكة لشركة برتامينا في منطقة إندرامايو في جاوة الغربية إندونيسيا، لانفجار كبير واشتعلت فيها النيران. ومن المعروف وفاة شخص وخمسة آخرين أصيبوا بجروح خطيرة وخمسة عشر بجروح طفيفة وثلاثة في عداد المفقودين. قال مدير رئيس بيرتامينا إنهم أوقفوا العمليات من أجل مكافحة الحريق. لا تتوقع برتامينا أن يتسبب الانفجار في حدوث اضطرابات في إمدادات الوقود نظرًا لوجود كميات كبيرة من المخزون.
دعت منظمة السلام الأخضر إلى فتح تحقيق في الحادث.